# Mustafa Muhammad
Mustafa Hasan Abd al-Al Muhammad, Mostafa Mohamed (ar. مصطفى محمد; ur. 18 sierpnia 1985) – egipski zapaśnik walczący w stylu klasycznym. Olimpijczyk z Pekinu 2008, gdzie zajął szesnaste miejsce w kategorii 55 kg.
Czterokrotnie uczestniczył w mistrzostwach świata a jego najlepszy wynik to szesnaste miejsce w 2021 i siedemnaste miejsce w 2017. Srebrny medalista igrzysk śródziemnomorskich w 2009. Zdobył dwa złote medale na mistrzostwach Afryki w 2008 i 2009 i srebrny w 2019. Wygrał mistrzostwa arabskie w 2021. Brązowy medalista mistrzostw śródziemnomorskich w 2010 roku.
- Turniej w Pekinie 2008

Przegrał z Kubańczykiem Yagnierem Hernándezem i Azerem Rövşənem Bayramovem i odpadł z turnieju.